# ハイパーラマン散乱

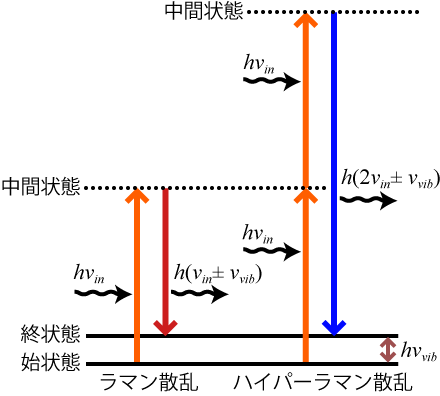
ラマン散乱過程（左）とハイパーラマン散乱過程（右）のエネルギーダイヤグラム

ハイパーラマン散乱（ハイパーラマンさんらん、Hyper-Raman Scattering）は、高強度のレーザー光を物質に照射したとき、2個の入射光子が消滅し、消滅した2個の光子のエネルギーの和とは異なるエネルギーの光子が散乱光として放出される現象。消滅する光子のエネルギーと生成される光子のエネルギーの差が振動・回転等のエネルギーに対応していることから、ラマン散乱と同様に物質の同定などに用いられることがある。
ハイパーラマン散乱は、非線形光学による現象の一つである。ラマン散乱の強度が入射光強度に比例するのに対し、ハイパーラマン散乱の強度は入射光強度の2乗に比例する。
選択則は、ラマン散乱とは異なっている。また赤外吸収とも異なる。